# Сан-Хуан (округ, Нью-Мексико)
Шаблон:StateAbbr_ 36°31′ пн. ш. 108°19′ зх. д. / 36.51° пн. ш. 108.32° зх. д.
Округ  Сан-Хуан (англ. San Juan County) — округ (графство) у штаті  Нью-Мексико, США. Ідентифікатор округу 35045.

## Історія
Округ утворений 1887 року.

## Демографія
За даними перепису 
2000 року 
загальне населення округу становило 113801 осіб, зокрема міського населення було 67421, а сільського — 46380.
Серед мешканців округу чоловіків було 56405, а жінок — 57396. В окрузі було 37711 домогосподарств, 28930 родин, які мешкали в 43221 будинках.
Середній розмір родини становив 3,43.
Віковий розподіл населення поданий у таблиці:
| Стать    | До 15 років | 15-21 | 22-29 | 30-39 | 40-49 | 50-65 | 65-85 | Понад 85 |
| -------- | ----------- | ----- | ----- | ----- | ----- | ----- | ----- | -------- |
| Чоловіки | 15535       | 7185  | 5627  | 7775  | 8415  | 7285  | 4252  | 331      |
| Жінки    | 14682       | 6796  | 5640  | 8114  | 8620  | 7801  | 5036  | 707      |

## Суміжні округи
- Монтесума, Колорадо — північ
- Ла-Плата, Колорадо — північ
- Арчулета, Колорадо — північний схід
- Ріо-Арріба — схід
- Сандовал — південний схід
- Маккінлі — південь
- Апачі, Аризона — захід
- Сан-Хуан, Юта — північний захід

## Виноски
1. ↑  U.S. Decennial Census. United States Census Bureau. Процитовано 2 січня 2015.
2. ↑  Historical Census Browser. University of Virginia Library. Архів оригіналу за 11 серпня 2012. Процитовано 2 січня 2015.
3. ↑  Population of Counties by Decennial Census: 1900 to 1990. United States Census Bureau. Процитовано 2 січня 2015.
4. ↑  Census 2000 PHC-T-4. Ranking Tables for Counties: 1990 and 2000 (PDF). United States Census Bureau. Процитовано 2 січня 2015.
5. ↑  State & County QuickFacts. United States Census Bureau. Архів оригіналу за 6 червня 2011. Процитовано 30 вересня 2013. [Архівовано 2011-06-06 у Wayback Machine.](англ.) Наведено за англійською вікіпедією.
6. ↑  American FactFinder. Бюро перепису населення США. Архів оригіналу за 26 лютого 2012. Процитовано 31 січня 2008. [Архівовано 2008-05-21 у Wayback Machine.]

| США | Це незавершена стаття з географії США. Ви можете допомогти проєкту, виправивши або дописавши її. |